# Entropia
|  | Per a informació sobre el grup musical, vegeu Entropia (grup musical). |

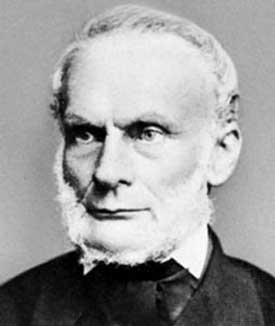
Rudolf Clausius

L'entropia és una magnitud termodinàmica definida originàriament com a criteri per a predir l'evolució dels sistemes termodinàmics. És una noció introduïda pel físic alemany Rudolf Clausius l'any 1865. L'entropia és fonamental per a la segona llei de la termodinàmica, que estableix que l'entropia d'un sistema aïllat deixat a l'evolució espontània no pot disminuir amb el temps. Com a resultat, els sistemes aïllats evolucionen cap a l'equilibri termodinàmic, on l'entropia és més alta. Una conseqüència de la segona llei de la termodinàmica és que certs processos són irreversibles.
N'han aparegut diverses definicions, la més rellevant de les quals, elaborada pel físic austríac Ludwig Boltzmann, relaciona el concepte d'entropia amb el grau de desordre d'un sistema. Aquesta nova perspectiva de l'entropia va permetre estendre el concepte a diferents camps, com ara a la teoria de la informació, la intel·ligència artificial, la vida o el temps.

## Origen del terme
La paraula entropia prové de l'alemany Entropie, encunyada el 1865 (en analogia amb Energie) pel físic alemany Rudolf Clausius (1822-1888), en el seu treball sobre les lleis de la termodinàmica, per designar la “mesura del desordre d'un sistema". Clausius la va formar a partir del grec entropia "un gir cap a", al seu tron formada per en "dins" i tropē "un gir, una transformació" (de l'arrel protoindoeuropea trep  "girar"). La noció implícita és la de "contingut de la transformació".

Com explica Martin J. Klein:
No va ser fins al 1865 que Clausius va inventar la paraula entropia com a nom adequat per al que havia estat anomenant "el contingut transformacional del cos". La nova paraula va permetre enunciar la segona llei [de la termodinàmica] en una forma breu però portentosa: "L'entropia de l'univers tendeix cap a un màxim", però Clausius no considerava l'entropia com el concepte bàsic per entendre aquesta llei. Preferia expressar el significat físic de la segona llei en termes del concepte de disgregació, una altra paraula que va encunyar, un concepte que mai va arribar a formar part de l'estructura acceptada de la termodinàmica.
En català es registra el mot a partir del 1925.

## Plantejament de partida
Quan es planteja la pregunta «per què passen els successos a la natura d'una manera determinada i no d'una altra manera?», es busca una resposta que indiqui quin és el sentit dels successos. Per exemple, si es posen en contacte dos trossos de metall amb temperatura diferent, s'anticipa que finalment el tros calent es refredarà i el tros fred s'escalfarà, finalitzant en equilibri tèrmic. El procés invers, l'escalfament del tros calent i el refredament del tros fred és molt improbable que es presenti, tot i conservar l'energia. L'univers tendeix a distribuir uniformement l'energia; és a dir, a maximitzar l'entropia. Intuïtivament, l'entropia és una magnitud física que, mitjançant càlcul, permet determinar la part de l'energia per unitat de temperatura que no es pot utilitzar per produir treball.
La funció termodinàmica entropia és central per al segon principi de la termodinàmica. L'entropia es pot interpretar com una mesura de la distribució aleatòria d'un sistema. Es diu que un sistema altament distribuït a l'atzar té una alta entropia. Un sistema en una condició improbable tindrà una tendència natural a reorganitzar-se cap a una condició més probable (semblant a una distribució a l'atzar), reorganització que donarà com a resultat un augment de l'entropia. L'entropia assolirà un màxim quan el sistema s'acosti a l'equilibri, i aleshores s'assolirà la configuració de més probabilitat.
Una magnitud és una funció d'estat si, i només si, el canvi de valor entre dos estats és independent del procés seguit per arribar d'un estat a un altre. Aquesta caracterització de funció d'estat és fonamental a l'hora de definir la variació d'entropia.
La variació d'entropia ens mostra la variació de l'ordre molecular ocorregut en una reacció química. Si l'increment d'entropia és positiu, els productes presenten un desordre molecular més gran (més entropia) que els reactius. En canvi, quan l'increment és negatiu, els productes són més ordenats. Entre l'entropia i l'espontaneïtat d'una reacció química s'estableix una relació que és causada per energia de Gibbs.

## Història de l'entropia
El concepte d'entropia va ser desenvolupat en resposta a l'observació que una certa quantitat d'energia alliberada de reaccions de combustió sempre es perd a causa de la dissipació o la fricció i, per tant, no es transforma en treball útil. Els primers motors de calor com el de Thomas Savery (1698), la màquina de Newcomen (1712) i el Cugnot de vapor de tres rodes (1769) eren ineficients, la conversió de menys del 2% de l'energia d'entrada en producció de treball útil; una gran quantitat d'energia útil es dissipa o es perd en allò que semblava un estat d'aleatorietat incommensurable. Durant els dos segles vinents, els físics van investigar aquest enigma de l'energia perduda, el resultat va ser el concepte d'entropia.
A la dècada de 1850, Rudolf Clausius va establir el concepte de sistema termodinàmic i va postular la tesi que, en qualsevol procés irreversible, una petita quantitat d'energia tèrmica δQ es dissipa gradualment a través de la frontera del sistema. Clausius va continuar desenvolupant les seves idees de l'energia perduda, i va encunyar el terme entropia. Durant el següent mig segle es va dur a terme un desenvolupament més gran. Recentment, el concepte d'entropia ha trobat aplicació al camp anàleg de pèrdua de dades als sistemes de transmissió d'informació.

## En física
En física i química, l'entropia és la magnitud termodinàmica que permet calcular la part de l'energia calorífica que no pot utilitzar-se per a produir treball si el procés és reversible. L'entropia física, en la seva forma clàssica, és definida per l'equació
{\displaystyle dS=dQ/T\,}
o més simplement, si la temperatura es manté constant en el procés 1→2 (procés isotèrmic):
{\displaystyle S_{2}-S_{1}={\begin{matrix}{\cfrac {Q_{1\to 2}}{T}}\end{matrix}}}
Així, si un cos calent a temperatura {\displaystyle T_{1}}perd una quantitat de calor {\displaystyle Q_{1}}, la seva entropia disminueix en {\displaystyle {\frac {Q_{1}}{T_{1}}}}, si cedeix aquesta calor a un cos fred a temperatura {\displaystyle T_{2}<T_{1}}, l'entropia del cos fred augmenta més del que ha disminuït l'entropia del cos calent perquè {\displaystyle {\frac {Q_{1}}{T_{1}}}<{\frac {Q_{1}}{T_{2}}}}. Una màquina reversible pot, per tant, transformar en treball una part d'aquesta energia calorífica, però no tota. Si l'entropia que perd el cos calent és igual a l'entropia que guanya el cos fred passa que la quantitat de calor que es pot transformar en treball és:
{\displaystyle {\frac {Q_{2}}{T_{2}}}={\frac {Q_{1}}{T_{1}}}}
{\displaystyle Q_{2}=Q_{1}{\frac {T_{2}}{T_{1}}}}
{\displaystyle W=Q_{1}-Q_{2}=Q_{1}-Q_{1}{\frac {T_{2}}{T_{1}}}}
{\displaystyle W=Q_{1}\left(1-{\frac {T_{2}}{T_{1}}}\right)=Q_{1}{\frac {T_{1}-T_{2}}{T_{1}}}}
Per tant, el rendiment que dona la màquina reversible (que és el màxim que pot donar qualsevol màquina) és:
{\displaystyle \eta ={\frac {W}{Q_{1}}}}
{\displaystyle \eta ={\frac {T_{1}-T_{2}}{T_{1}}}}
Perquè tota l'energia calorífica es pogués transformar en treball caldria que, o bé el focus calent es trobés a una temperatura infinita, o bé que el focus fred estigués a zero kelvin; en qualsevol altre cas, el rendiment termodinàmic de la màquina reversible és inferior a 1.
L'expressió de l'entropia és conseqüència lògica del segon principi de la termodinàmica i de la manera en què es mesura la temperatura.
El segon principi de la termodinàmica diu que, si no es consumeix treball, la calor va dels cossos calents als cossos freds, tant si és directament per conducció com si es fa a través de qualsevol màquina.
La temperatura cal mesurar-la en una escala termodinàmica; altrament, l'expressió de l'entropia no és tan elegant i depèn de la substància termomètrica que s'empra per a construir el termòmetre. En definir l'escala termodinàmica de temperatura, hi ha un grau de llibertat que es pot escollir arbitràriament. Si s'imposa que entre la temperatura d'ebullició i la de congelació de l'aigua hi hagi 100 graus, s'obté l'escala kelvin i resulta que la temperatura de congelació de l'aigua ha de ser 273 K.

## En la teoria de la informació
En la teoria de la informació, l'entropia, coneguda com a entropia de Shannon en aquest àmbit, és la magnitud que mesura la informació continguda en un flux de dades, és a dir, el que ens aporta sobre una dada o fet concret. Per exemple, que ens diguin que els carrers són molls, sabent que acaba de ploure, ens aporta poca informació, ja que això és l'habitual. Però si ens diuen que els carrers són molls i sabem que no ha plogut, això aporta molta informació (ja que no els reguen cada dia). Noteu que, en l'exemple anterior, la quantitat d'informació és diferent, malgrat que es tracta del mateix missatge: "els carrers són molls". En això es basen les tècniques de compressió de dades, que permeten comprimir la mateixa informació en missatges més curts. La mesura de l'entropia pot aplicar-se a informació de qualsevol naturalesa, i permet codificar-la adequadament, perquè indica els elements de codi necessaris per a transmetre-la i elimina tota redundància. Per exemple, per a indicar el resultat d'una cursa de cavalls, només cal transmetre el codi associat al cavall guanyador, no cal indicar que es tracta d'una cursa de cavalls, i molt menys com ha anat la cursa. L'entropia indica el límit teòric per a la compressió de dades.
Donada una variable aleatòria discreta X que pren valors x sobre l'alfabet {\displaystyle {\mathcal {X}}} amb una distribució de probabilitat {p(x)}, en què p(x) és la probabilitat que X tingui el valor x, l'entropia H(X) de la variable aleatòria es defineix com:
{\displaystyle H(X)=-\sum _{x\in {\mathcal {X}}}p(x)\log p(x)}
Habitualment, s'utilitza el logaritme en base 2, i llavors l'entropia es mesura en bits. Se segueix la convenció 0 log 0 = 0.
Exemple: el llançament d'una moneda a l'aire per veure si surt cara o creu (dos estats amb probabilitat igual a 0.5) té una entropia:
{\displaystyle {\begin{array}{lcl}H({\text{Moneda}})&=&-p({\text{cara}})\log _{2}p({\text{cara}})-p({\text{creu}})\log _{2}p({\text{creu}})\\&=&-0.5\log _{2}0.5-0.5\log _{2}0.5\\&=&0.5+0.5\\&=&1{\text{ bit}}\end{array}}}
A partir d'aquesta definició bàsica es poden definir altres entropies.

## Relació entre ambdues
La relació entre ambdues és evident i sorgeix directament d'aplicar el segon principi de la termodinàmica al dimoni de Maxwell.
El dimoni de Maxwell és un ésser imaginari que pot obrir o tancar una comporta que uneix dos recipients plens del mateix gas a la mateixa temperatura. La comporta és prou petita perquè en obrir-la només passi una molècula de gas d'un cantó a l'altre. Si en apropar-se una molècula a la comporta el dimoni tingués la informació de si la seva velocitat és superior o inferior a la velocitat quadràtica mitjana de les molècules dels recipients, podria obrir i tancar la comporta selectivament, de manera que les molècules ràpides passessin al recipient calent i les lentes al recipient fred. En fer això, la calor passaria del recipient fred al calent i l'entropia del conjunt format pels dos recipients disminuiria, però com que per poder-ho fer ha de tenir la informació de la velocitat i com que segons el segon principi de la termodinàmica l'entropia de tot sistema tancat (considerant el mecanisme que permet captar la informació) ha d'augmentar, resulta que per aconseguir la informació cal fer augmentar l'entropia exactament en la mateixa quantitat en què es pot fer disminuir en emprar aquesta informació. Plantejant les equacions que resulten d'aquestes idees, s'arriba a la formulació de l'entropia que s'empra en teoria de la informació.

## Interpretació estadística de l'entropia

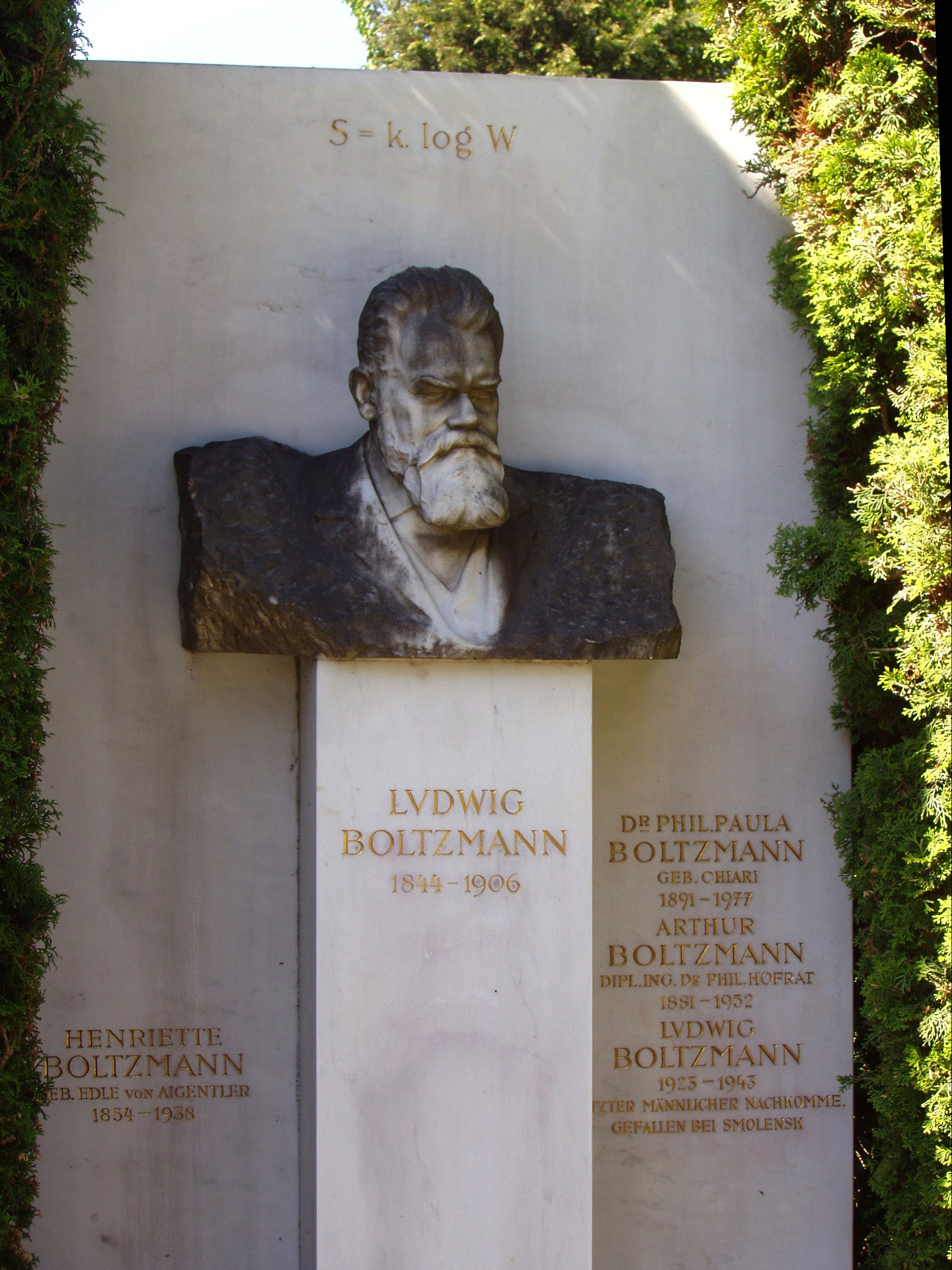
Tomba de Boltzmann al cementiri central de Viena amb la fórmula d'entropia.

En els anys 1890-1900, el físic austríac Ludwig Boltzmann i d'altres desenvoluparen les idees del que avui en dia es coneix com a mecànica estadística, teoria que permet interpretar el significat de temperatura i d'entropia. Segons aquestes idees, l'entropia queda definida per l'equació:

{\displaystyle \,S=k\ln(W)}

en què S és l'entropia, k la constant de Boltzmann, ln és la funció de logaritme natural i W el nombre de microestats possibles per al sistema. L'equació està gravada sobre la làpida de la tomba de Boltzmann al Zentralfriedhof de Viena. Boltzmann es va suïcidar el 1906 profundament deprimit per la poca acceptació de les seves teories en el món acadèmic de l'època. El significat literal de l'equació és el següent: la quantitat d'entropia d'un sistema és proporcional al logaritme natural del seu nombre de microestats. Ara bé, el seu significat final és encara matèria de discussió en la física teòrica, per l'abast que té.
Una possible interpretació és aquella que postula: el temps com nosaltres el coneixem és la direcció en què l'entropia creix.
L'equació es troba gravada sobre la làpida de la tomba de Ludwig Boltzmann al Zentralfriedhof (el cementiri central) de Viena. Boltzmann es va suïcidar el 1906, profundament deprimit, potser per la poca acceptació de les seves teories al món acadèmic de l'època.
El significat de l'equació és el següent:
| \| La quantitat d'entropia d'un sistema és proporcional al logaritme natural del nombre de possibles microestats. \| |
| La quantitat d'entropia d'un sistema és proporcional al logaritme natural del nombre de possibles microestats.       |

Un dels aspectes més importants que descriu aquesta equació és la possibilitat de donar una definició absoluta al concepte de l'entropia. En la descripció clàssica de la termodinàmica, no té sentit parlar del valor de l'entropia d'un sistema, ja que només els canvis són rellevants. En canvi, la teoria estadística permet definir l'entropia absoluta d'un sistema.
L'entropia és una magnitud física bàsica que va donar lloc a diverses interpretacions, segons sembla de vegades en conflicte. Han estat, successivament, assimilats a diferents conceptes, com ara el desordre i la informació. L'entropia mesura tant la manca d'informació com la informació (en funció inversa). Aquestes dues concepcions són complementàries. L'entropia també mesura la llibertat de moviment de les molècules i això permet una interpretació coherent de les fórmules d'entropia i dels fets experimentals. Això no obstant, associar l'entropia i el desordre implica definir l'ordre com l'absència de llibertat de moviment. El desordre o l'agitació guarden relació amb la temperatura, interpretant-se l'augment d'aquesta com un estat de major energia de les molècules, la qual cosa condueix a un increment del seu moviment i, per tant, de l'aleatorietat de la seva posició i la seva velocitat en qualsevol moment donat.

## L'entropia com a fletxa del temps
Com es demostra al segon principi de la termodinàmica, dels dos únics sentits en què pot evolucionar un sistema, l'espontani és el que correspon a l'estat de l'univers amb una entropia igual o més gran. Per tant, s'entén que l'entropia de l'univers té un únic sentit: és creixent. És equiparable al pas del temps, el sentit d'evolució del qual a ulls de la vida humana és sempre un i el mateix.
El temps passa i l'entropia creix fins a assolir el punt de màxima entropia de l'univers, l'equilibri termodinàmic. A manera tant de qüestió filosòfica com de qüestió científica, aquest concepte recau inevitablement en la paradoxa de l'origen de l'univers. Si el temps hagués passat infinitament l'entropia de l'univers no tindria sentit, i aquesta és un concepte finit creixent en el temps i el temps un concepte infinit i etern.